# Großer Preis von Australien 1999
Der Große Preis von Australien 1999 (offiziell LXIV Qantas Australian Grand Prix) fand am 7. März auf dem Albert Park Circuit in Melbourne statt und war das erste Rennen der Formel-1-Weltmeisterschaft 1999.

## Bericht

### Hintergrund
In dieser Saison gab es einige neue und wieder in die Formel 1 zurückgekehrte Fahrer: Pedro de la Rosa, Marc Gené und Ricardo Zonta feierten allesamt ihr Debüt und Luca Badoer sowie Alessandro Zanardi kehrten wieder zurück.
Das Team Tyrrell trat nach Verkauf im Dezember 1997 ab dieser Saison als BAR an. Als Fahrer wurde der Weltmeister von 1997, Jacques Villeneuve von Williams verpflichtet.
Bei den Spitzenteams Ferrari und McLaren erfolgten keine Umbesetzungen, ebenso bei Benetton und Prost.
Als amtierender Weltmeister ging Mika Häkkinen in die Saison.
Mit Damon Hill (zweimal), Häkkinen und David Coulthard (jeweils einmal) traten drei ehemalige Sieger zu diesem Grand Prix an.

### Training

#### Freitagstraining
Heinz-Harald Frentzen war der erste Pilot, welcher eine gezeitete Runde unternahm. Michael Schumacher und Olivier Panis konnten anfänglich kaum Runden zurücklegen, da sie Probleme mit ihren Wagen hatten. Zu Beginn des Trainings kamen jeweils Alexander Wurz und Badoer kurz von der Strecke ab, konnten das Training jedoch problemlos fortsetzen. Häkkinen sicherte sich während der Session die Bestzeit, allerdings drehte er sich bei seinem zweiten Versuch in der letzten Kurve und schlug in die Streckenbegrenzung ein. Die Sitzung wurde mit der roten Flagge für 15 Minuten unterbrochen, um den stark demolierten Wagen zu bergen, Häkkinen selbst war unverletzt. Das Training vorzeitig aufgeben mussten auch unter anderem Pedro Diniz wegen eines technischen Defekts, Jean Alesi wegen eines Unfalls und Zonta wegen eines kaputten Getriebes. Coulthard holte sich um 14 Tausendstel die Bestzeit mit 1:31,971 Minuten. Der drittplatzierte Rubens Barrichello lag schon beinahe eine volle Sekunde hinter dem McLaren-Duo zurück. Gené erzielte mit einer Zeit von 1:36,481 Minuten den 20. Platz; diese Zeit sicherte dem Spanier im Nachhinein die Teilnahme am Rennen. Alle Fahrer waren innerhalb von sechseinhalb Sekunden platziert.

#### Samstagstraining
Für die ersten Bestzeiten sorgten Ralf Schumacher, Frentzen, Coulthard und schlussendlich Häkkinen. Gené sowie Hill drehten sich vor der ersten Pause ins Kiesbett und Zonta musste erneut wegen eines Getriebedefektes aufgeben. Nach der Unterbrechung sorgte Wurz für eine weitere rote Flagge, als er sich auf der Strecke in die Mauer drehte. Die schnellste Zeit sicherte sich Häkkinen vor seinem Teamkollegen Coulthard mit einer Zeit von 1:30,324 Minuten. Der erste McLaren-Verfolger Johnny Herbert lag mehr als zwei Sekunden hinter Häkkinen. Mit Ausnahme von Zonta, welcher nur eine Out-Lap hinlegen konnte, waren alle Fahrer innerhalb von sechseinhalb Sekunden platziert.

### Qualifying
Herbert, gefolgt von Zanardi, war der erste Fahrer mit der Bestzeit. Während der Sitzung hatten beide McLaren-Piloten Probleme, so machte Häkkinen bei seinem ersten Versuch einen Fehler und Coulthard drehte sich ins Kiesbett, konnte allerdings die Session weiterfahren. Gené drehte sich ebenfalls abseits der Strecke und konnte das Qualifying nicht mehr aufnehmen. Wie im Jahr davor konnte sich Häkkinen vor Coulthard mit 1:30.462 Minuten die Pole-Position sichern. Michael Schumacher lag mit rund eineinhalb Sekunden auf dem dritten Platz, gefolgt von Barrichello, Frentzen und Eddie Irvine. Alle Fahrer waren innerhalb von sechseinhalb Sekunden platziert, der letztplatzierte Gené verfehlte um knapp eine halbe Sekunde die 107-Prozent-Zeit, durfte aber trotzdem am Rennen teilnehmen, da seine Trainingszeiten als genügend betrachtet wurden.

### Warm-Up
Zanardi musste aufgrund von Elektrikproblemen den Ersatzwagen verwenden, Hill fuhr während der Sitzung in die Reifenwand, nachdem das Gaspedal hängen geblieben war, Ralf Schumacher blieb im Kiesbett liegen und Alesi sowie Zonta kollidierten gemeinsam. Coulthard sicherte sich mit 1:32,560 Minuten die schnellste Runde vor Häkkinen, welcher rund ein Zehntel zurückliegt. Der drittschnellste Fahrer, Michael Schumacher, liegt eine volle Sekunde zurück. Bis auf Hill, welcher in seiner Out-Lap einen Unfall hatte, lagen alle Fahrer innerhalb von sechs Sekunden platziert.

### Rennen

#### Vor dem Rennstart
Während alle Fahrer sich auf den Weg zur Startaufstellung vor der Einführungsrunde machten, gab es Probleme beim Wagen von Häkkinen. McLaren entschied, auf den Reserve-Wagen zu wechseln und Häkkinen kam kurz vor der Schließung der Boxengasse auf die Strecke.

#### Erster Start
Am Ende der Aufwärmrunde begann bei beiden Stewart-Boliden ein kleines Feuer beim Unterboden, da sich das Öl aus einem Leck entzündet hatte. Der erste Start wurde abgebrochen, die Feuer gelöscht und Barrichello wechselte in das Ersatzauto während Herbert ohne verfügbaren Wagen am zweiten Start nicht teilnehmen konnte. Das Rennen wurde um eine Runde auf 57 Runden gekürzt.

#### Zweiter Start
Beim Start zur zweiten Einführungsrunde konnte Häkkinen anfangs nicht anfahren und blieb auf seiner Startposition stehen, der dahinter wartende Michael Schumacher konnte dadurch nicht wegfahren und wartete, bis sein Getriebe kurz darauf aus der Neutralstellung sprang und der Motor ausging. Häkkinen konnte, noch bevor der Letzte aus dem Qualifying, Gené, ihn passierte, wegfahren und durfte so seinen ersten Startplatz behalten, während Michael Schumacher erst danach wegkam und so das Rennen vom vorletzten Platz aus starten musste. Toranosuke Takagis Arrows-Motor starb ebenfalls am Start ab und nahm den letzten Platz ein. Da Barrichello aus der Boxengasse starten musste, blieb die zweite Reihe hinter den beiden McLaren leer.
Häkkinen konnte nach dem Start die Führung vor Coulthard, Irvine und Frentzen behaupten, Michael Schumacher kam erneut erst verspätet weg und Alesi musste aufgrund eines Getriebedefektes das Rennen gleich nach dem Start wieder beenden. In der dritten Kurve traf Jarno Trulli bei einem missglückten Überholversuch den Hinterreifen von Hill, letzterer drehte sich ins Kiesbett und musste das Rennen aufgeben. Nach der ersten Runde waren die ersten sechs Plätze unverändert und die McLaren setzten sich vom Rest des Feldes ab; Der zweitplatzierte Coulthard hatte schon einen Vorsprung von knapp drei Sekunden über den ersten Verfolger Irvine. Michael Schumacher überholte in der ersten Runde vier Wagen und befand sich auf dem 17. Platz, nach neun Runden war er schon auf Platz elf. In derselben Runde begannen Probleme beim Minardi von Badoer, welcher 31 Runden später dann aufgeben musste.
Nach 13 Runden und einem Vorsprung von etwas mehr als 17 Sekunden auf Irvine musste Coulthard das Rennen in der Boxengasse wegen eines Getriebedefektes aufgeben. Eine Runde darauf wurde das Safety-Car auf die Strecke geschickt, da Villeneuves Heckflügel sich vor Kurve elf bei Vollgas vom Wagen löste. Villeneuve drehte sich mehrmals, aber die schnelle Bremsreaktion des Kanadiers konnte Schlimmeres verhindern. Nachdem das Safety-Car alle Fahrzeuge überholt hatte, führte Häkkinen vor Irvine, Frentzen, Ralf Schumacher, Giancarlo Fisichella, Trulli und auf Platz sieben Michael Schumacher. Wurz lag auf dem zwölften Platz, Zonta und Diniz nutzten die Phase für einen Boxenstopp aus.
Drei Runden später gab es den erneuten Start, doch Häkkinen konnte auf der Ziel-Gerade nicht beschleunigen und hielt so überraschend die Autos hinter sich auf, welche notgedrungen ausweichen mussten. Barrichello überholte dadurch laut eigenen Aussagen unabsichtlich, um eine Kollision zu vermeiden, Michael Schumacher und erhielt eine Stop-and-Go-Strafe. Nach dem Überqueren der Safety-Car-Linie überholte das ganze Feld Häkkinen, Ralf Schumacher konnte sogar auf Platz zwei vorfahren, da Frentzen sich nach dem freigegebenen Neustart schlecht positioniert hatte. Doch in Kurve drei wechselten beide wieder die Positionen, Fisichella verbremste sich und fuhr seinen Frontflügel an Trullis Hinterreifen kaputt und ein Arrows raste über das Kiesbett. Nach einer langsamen Runde fuhr Häkkinen in die Boxengasse und wechselte Reifen und tankte Sprit nach, während ein Techniker einen Computer an den Wagen anschloss. Dieser gab das Zeichen, dass Häkkinen weiterfahren sollte und nahm das Rennen daraufhin als 17. wieder auf, nur um in Runde 21 endgültig wie sein Teamkollege aufzugeben. In Runde 18 führte Irvine vor Frentzen, Trulli, Ralf und Michael Schumacher.
In Runde 19 rutschte Zanardi von der Strecke, drehte sich und schlug in die Wand ein, woraufhin das Safety-Car zum zweiten Mal auf die Strecke kam. Barrichello und Trulli, welcher bis dahin ein gutes Rennen fuhr, nutzten dies aus und machten einen Boxenstopp. Irvine führte weiterhin vor Frentzen, Ralf und Michael Schumacher, Diniz und Wurz, als das Rennen in Runde 25 erneut freigegeben wurde. In Kurve drei versuchte Trulli an Gené vorbei zu gehen, doch Trulli berührte, ähnlich wie in Runde eins, Genés Hinterrad und beide mussten das Rennen frühzeitig beenden. In Kurve elf in der 27. Runde erlitt Michael Schumacher einen Reifenschaden hinten rechts durch ein auf der Strecke liegendes Teil und sein Frontflügel wurde durch die darauf entstandenen Vibrationen leicht beschädigt. Neben Schumacher musste auch der dahinter fahrende Wurz in die Boxengasse, dieser legte ebenfalls in Kurve elf dann wenige Runden später durch einen Defekt der hinteren Achse eine Drehung bei Vollgas hin. In Runde 32 verbüßte Barrichello seine Strafe für das Überholen von Michael Schumacher während des ersten Safety-Cars.
In Runde 34 stoppten Ralf Schumacher als erstes von den Top-3 und Badoer vom fünften Platz, Fisichella erbte dadurch den dritten Platz. In Runde 37 gingen Irvine und Frentzen gleichzeitig an die Box, doch Irvine konnte gerade noch die Führung vor Fisichella halten. In Kurve drei versuchte Fisichella ein Überholmanöver, doch er musste zurückstecken. In Runde 38 stoppte Fisichella und Michael Schumacher fuhr unangekündigt in die Boxengasse. Sein Boxenteam war dafür nicht vorbereitet und so musste der Deutsche ohne zu stoppen durch fahren. Nächste Runde fuhr Schumacher erneut in die Box, rollte dort allerdings an den Boxenstellplatz. Neben neuen Reifen und Sprit wurde das Lenkrad auch gewechselt.

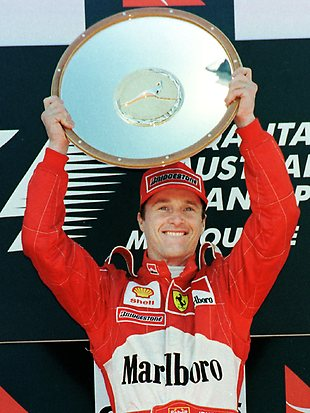
Eddie Irvine gewinnt den Großen Preis von Australien

Irvine gewann das Rennen vor Frentzen, Ralf Schumacher, Fisichella, Barrichello und de la Rosa, welcher bei seinem Debütrennen direkt seinen ersten Weltmeisterschaftspunkt erzielte. Takagi als Siebter und Michael Schumacher auf dem achten und letzten Platz komplettierten das Gesamtergebnis. Noch bevor alle Wagen im Parc fermé waren liefen schon viele Fans bei der Zielgerade auf die Strecke, was nicht regelkonform ist.
Dieser Sieg war Irvines erster Sieg in der Formel 1, die Siegertrophäe wurde vom Premierminister des australischen Bundesstaates Victoria, Jeff Kennett, überreicht. Der Pokal für den erfolgreichen Konstrukteur Ferrari wurde vom Chief Executive Officer der Fluglinie und zugleich Hauptsponsor des Rennens Qantas Airways, James Strong, an Jean Todt übergeben.
Michael Schumacher fuhr mit 1:32,112 Minuten die schnellste Runde.
In der Fahrerwertung entsprach das Endergebnis der Reihenfolge in der Wertung. In der Konstrukteurswertung führte Ferrari vor Jordan-Mugen-Honda und Williams-Supertec.

## Meldeliste
| Team                         | Nr. | Fahrer                | Chassis        | Motor                 | Reifen |
| ---------------------------- | --- | --------------------- | -------------- | --------------------- | ------ |
| West McLaren Mercedes        | 01  | Mika Häkkinen         | McLaren MP4/14 | Mercedes-Benz 3.0 V10 | B      |
| West McLaren Mercedes        | 02  | David Coulthard       | McLaren MP4/14 | Mercedes-Benz 3.0 V10 | B      |
| Scuderia Ferrari Marlboro    | 03  | Michael Schumacher    | Ferrari F399   | Ferrari 3.0 V10       | B      |
| Scuderia Ferrari Marlboro    | 04  | Eddie Irvine          | Ferrari F399   | Ferrari 3.0 V10       | B      |
| Winfield Williams            | 05  | Alessandro Zanardi    | Williams FW21  | Supertec 3.0 V10      | B      |
| Winfield Williams            | 06  | Ralf Schumacher       | Williams FW21  | Supertec 3.0 V10      | B      |
| Benson & Hedges Jordan       | 07  | Damon Hill            | Jordan 199     | Mugen-Honda 3.0 V10   | B      |
| Benson & Hedges Jordan       | 08  | Heinz-Harald Frentzen | Jordan 199     | Mugen-Honda 3.0 V10   | B      |
| Mild Seven Benetton Playlife | 09  | Giancarlo Fisichella  | Benetton B199  | Playlife 3.0 V10      | B      |
| Mild Seven Benetton Playlife | 10  | Alexander Wurz        | Benetton B199  | Playlife 3.0 V10      | B      |
| Red Bull Sauber Petronas     | 11  | Jean Alesi            | Sauber C18     | Petronas 3.0 V10      | B      |
| Red Bull Sauber Petronas     | 12  | Pedro Diniz           | Sauber C18     | Petronas 3.0 V10      | B      |
| Arrows                       | 14  | Pedro de la Rosa      | Arrows A20     | Arrows 3.0 V10        | B      |
| Arrows                       | 15  | Toranosuke Takagi     | Arrows A20     | Arrows 3.0 V10        | B      |
| Stewart Ford                 | 16  | Rubens Barrichello    | Stewart SF3    | Ford Cosworth 3.0 V10 | B      |
| Stewart Ford                 | 17  | Johnny Herbert        | Stewart SF3    | Ford Cosworth 3.0 V10 | B      |
| Gauloises Prost Peugeot      | 18  | Olivier Panis         | Prost AP02     | Peugeot 3.0 V10       | B      |
| Gauloises Prost Peugeot      | 19  | Jarno Trulli          | Prost AP02     | Peugeot 3.0 V10       | B      |
| Fondmetal Minardi Ford       | 20  | Luca Badoer           | Minardi M01    | Ford 3.0 V10          | B      |
| Fondmetal Minardi Ford       | 21  | Marc Gené             | Minardi M01    | Ford 3.0 V10          | B      |
| British American Racing      | 22  | Jacques Villeneuve    | BAR 01         | Supertec 3.0 V10      | B      |
| British American Racing      | 23  | Ricardo Zonta         | BAR 01         | Supertec 3.0 V10      | B      |

## Klassifikation

### Qualifying
| Pos.                                                                       | Fahrer                | Konstrukteur       | Zeit     | Start |
| -------------------------------------------------------------------------- | --------------------- | ------------------ | -------- | ----- |
| 01                                                                         | Mika Häkkinen         | McLaren-Mercedes   | 1:30,462 | 01    |
| 02                                                                         | David Coulthard       | McLaren-Mercedes   | 1:30,946 | 02    |
| 03                                                                         | Michael Schumacher    | Ferrari            | 1:31,781 | 03    |
| 04                                                                         | Rubens Barrichello    | Stewart-Ford       | 1:32,148 | 04    |
| 05                                                                         | Heinz-Harald Frentzen | Jordan-Mugen-Honda | 1:32,276 | 05    |
| 06                                                                         | Eddie Irvine          | Ferrari            | 1:32,289 | 06    |
| 07                                                                         | Giancarlo Fisichella  | Benetton-Playlife  | 1:32,540 | 07    |
| 08                                                                         | Ralf Schumacher       | Williams-Supertec  | 1:32,691 | 08    |
| 09                                                                         | Damon Hill            | Jordan-Mugen-Honda | 1:32,695 | 09    |
| 10                                                                         | Alexander Wurz        | Benetton-Playlife  | 1:32,789 | 10    |
| 11                                                                         | Jacques Villeneuve    | BAR-Supertec       | 1:32,888 | 11    |
| 12                                                                         | Jarno Trulli          | Prost-Peugeot      | 1:32,971 | 12    |
| 13                                                                         | Johnny Herbert        | Stewart-Ford       | 1:32,991 | 13    |
| 14                                                                         | Pedro Diniz           | Sauber-Petronas    | 1:33,374 | 14    |
| 15                                                                         | Alessandro Zanardi    | Williams-Supertec  | 1:33,549 | 15    |
| 16                                                                         | Jean Alesi            | Sauber-Petronas    | 1:33,910 | 16    |
| 17                                                                         | Toranosuke Takagi     | Arrows             | 1:34,182 | 17    |
| 18                                                                         | Pedro de la Rosa      | Arrows             | 1:34,244 | 18    |
| 19                                                                         | Ricardo Zonta         | BAR-Supertec       | 1:34,412 | 19    |
| 20                                                                         | Olivier Panis         | Prost-Peugeot      | 1:35,068 | 20    |
| 21                                                                         | Luca Badoer           | Minardi-Ford       | 1:35,316 | 21    |
| 107-Prozent-Zeit: 1:36,794 min (bezogen auf die Bestzeit von 1:30,462 min) |                       |                    |          |       |
| 22                                                                         | Marc Gené             | Minardi-Ford       | 1:37,013 | 22    |

Anmerkungen
1. ↑  Gené durfte am Rennen teilnehmen, da er im freien Training ausreichend schnell gefahren war.

### Rennen
| Pos. | Fahrer                | Konstrukteur       | Runden | Stopps | Zeit        | Start | Schnellste Runde |
| ---- | --------------------- | ------------------ | ------ | ------ | ----------- | ----- | ---------------- |
| 01   | Eddie Irvine          | Ferrari            | 57     | 1      | 1:35:01,659 | 06    | 1:33,560 (29.)   |
| 02   | Heinz-Harald Frentzen | Jordan-Mugen-Honda | 57     | 1      | + 1,027     | 05    | 1:33,378 (33.)   |
| 03   | Ralf Schumacher       | Williams-Supertec  | 57     | 1      | + 7,012     | 08    | 1:33,407 (32.)   |
| 04   | Giancarlo Fisichella  | Benetton-Playlife  | 57     | 2      | + 33,418    | 07    | 1:33,657 (34.)   |
| 05   | Rubens Barrichello    | Stewart-Ford       | 57     | 3      | + 54,698    | 04    | 1:32,894 (29.)   |
| 06   | Pedro de la Rosa      | Arrows             | 57     | 2      | + 1:24,317  | 18    | 1:35,220 (39.)   |
| 07   | Toranosuke Takagi     | Arrows             | 57     | 1      | + 1:26,288  | 17    | 1:35,877 (50.)   |
| 08   | Michael Schumacher    | Ferrari            | 56     | 3      | + 1 Runde   | 03    | 1:32,112 (55.)   |
| –    | Ricardo Zonta         | BAR-Supertec       | 48     | 3      | DNF         | 19    | 1:34,756 (13.)   |
| –    | Luca Badoer           | Minardi-Ford       | 42     | 2      | DNF         | 21    | 1:37,073 (29.)   |
| –    | Alexander Wurz        | Benetton-Playlife  | 28     | 1      | DNF         | 10    | 1:36,088 (20.)   |
| –    | Pedro Diniz           | Sauber-Petronas    | 27     | 1      | DNF         | 14    | 1:34,748 (13.)   |
| –    | Marc Gené             | Minardi-Ford       | 25     | 1      | DNF         | 22    | 1:37,454 (20.)   |
| –    | Jarno Trulli          | Prost-Peugeot      | 25     | 2      | DNF         | 12    | 1:34,980 (21.)   |
| –    | Olivier Panis         | Prost-Peugeot      | 23     | 0      | DNF         | 20    | 1:35,910 (13.)   |
| –    | Mika Häkkinen         | McLaren-Mercedes   | 21     | 1      | DNF         | 01    | 1:33,309 (09.)   |
| –    | Alessandro Zanardi    | Williams-Supertec  | 19     | 1      | DNF         | 15    | 1:37,146 (20.)   |
| –    | David Coulthard       | McLaren-Mercedes   | 15     | 0      | DNF         | 02    | 1:33,603 (09.)   |
| –    | Jacques Villeneuve    | BAR-Supertec       | 14     | 0      | DNF         | 11    | 1:34,771 (12.)   |
| –    | Damon Hill            | Jordan-Mugen-Honda | 0      | 0      | DNF         | 09    | –                |
| –    | Jean Alesi            | Sauber-Petronas    | 0      | 0      | DNF         | 16    | –                |
| DNS  | Johnny Herbert        | Stewart-Ford       | –      | –      | –           | 13    | –                |

## WM-Stände nach dem Rennen
Die ersten sechs des Rennens bekamen 10, 6, 4, 3, 2 bzw. 1 Punkt(e).

### Fahrerwertung
| Pos. | Fahrer                | Konstrukteur       | Punkte |
| ---- | --------------------- | ------------------ | ------ |
| 01   | Eddie Irvine          | Ferrari            | 10     |
| 02   | Heinz-Harald Frentzen | Jordan-Mugen-Honda | 6      |
| 03   | Ralf Schumacher       | Williams-Supertec  | 4      |
| 04   | Giancarlo Fisichella  | Benetton-Playlife  | 3      |
| 05   | Rubens Barrichello    | Stewart-Ford       | 2      |
| 06   | Pedro de la Rosa      | Arrows             | 1      |
| 07   | Toranosuke Takagi     | Arrows             | 0      |
| 08   | Michael Schumacher    | Ferrari            | 0      |
| –    | Ricardo Zonta         | BAR-Supertec       | 0      |
| –    | Luca Badoer           | Minardi-Ford       | 0      |
| –    | Alexander Wurz        | Benetton-Playlife  | 0      |

| Pos. | Fahrer             | Konstrukteur       | Punkte |
| ---- | ------------------ | ------------------ | ------ |
| –    | Pedro Diniz        | Sauber-Petronas    | 0      |
| –    | Marc Gené          | Minardi-Ford       | 0      |
| –    | Jarno Trulli       | Prost-Peugeot      | 0      |
| –    | Olivier Panis      | Prost-Peugeot      | 0      |
| –    | Mika Häkkinen      | McLaren-Mercedes   | 0      |
| –    | Alessandro Zanardi | Williams-Supertec  | 0      |
| –    | David Coulthard    | McLaren-Mercedes   | 0      |
| –    | Jacques Villeneuve | BAR-Supertec       | 0      |
| –    | Damon Hill         | Jordan-Mugen-Honda | 0      |
| –    | Jean Alesi         | Sauber-Petronas    | 0      |

### Konstrukteurswertung
| Pos. | Konstrukteur       | Punkte |
| ---- | ------------------ | ------ |
| 01   | Ferrari            | 10     |
| 02   | Jordan-Mugen-Honda | 6      |
| 03   | Williams-Supertec  | 4      |
| 04   | Benetton-Playlife  | 3      |
| 05   | Stewart-Ford       | 2      |
| 06   | Arrows             | 1      |

| Pos. | Konstrukteur     | Punkte |
| ---- | ---------------- | ------ |
| –    | BAR-Supertec     | 0      |
| –    | Minardi-Ford     | 0      |
| –    | Sauber-Petronas  | 0      |
| –    | Prost-Peugeot    | 0      |
| –    | McLaren-Mercedes | 0      |